# Trockenschub
Trockenschub (englisch dry thrust) bezeichnet den Schub eines Turbinen-Strahltriebwerks, den das Triebwerk liefert, ohne dass ein Nachbrenner aktiviert ist. Bis auf sehr wenige Ausnahmen (etwa Concorde) sind mit Nachbrenner ausgestattete Triebwerke nur bei schnellen, militärischen Flugzeugen installiert und nur dann gibt es diese Wertangabe. In erster Näherung ist das Verhältnis von Nachbrenner- zu Trockenschub direkt proportional zur Wurzel des Totaltemperaturverhältnisses Ausgang zu Eingang Nachbrenner.
Die ursprüngliche Bedeutung des Begriffs „Trockenschub“ stammt aus der Zeit der frühen Strahl- und Turboproptriebwerke und wurde zur Unterscheidung von dem durch Wasser- oder Wasser-Methanoleinspritzung erreichbaren, deutlich erhöhten Schub verwendet. Auch heute noch wird er ebenfalls in dieser Bedeutung verwendet. Bei einem „Nassstart“ wird zur Leistungssteigerung beim Startvorgang ziviler strahlgetriebener Passagierflugzeuge destilliertes Wasser direkt in die Brennkammer der Triebwerke eingespritzt.
Der leistungsgesteigerte Maximalschub unter Anwendung von Nachbrenner oder Wassereinspritzung nennt sich Nachbrennerschub oder englisch wet thrust. Wenige moderne Überschallflugzeuge sind in der Lage, ohne Nachbrenner längerfristig mit Überschallgeschwindigkeit zu fliegen, dies wird als Supercruise bezeichnet.